# SPBE-D
SPBE-D (ros. СПБЕ-Д) – radziecka bomba samonaprowadzająca się przenoszona w bombach kasetowych RBK-500 SPBE-D i RBK-500U.
Opadająca na spadochronie z prędkością 15-17 m/s bomba wykonuje 6-8 obrotów na sekundę i obserwuje teren przy pomocy czujnika podczerwieni o kącie wizowania 30°. W kierunku wykrytych celów odpalany jest pocisk formowany wybuchowo.